# Circunvalación de Badajoz BA-20
La vía desdoblada  BA-20  , coloquialmente conocida como "la autopista" corresponde al antiguo trazado de la   N-V  a su paso por Badajoz. Su origen está situado en la autovía   A-5  al este de Badajoz y su final en la intersección con la citada autovía al oeste de la localidad.

## Tramos
| Denominación | Tramo | km          | Año servicio   |
| ------------ | --- | ----------- | -------------- |
| BA-20        | Avenida de Elvas Subtramo: Enlace A-5 - Puente Real Subtramo: Puente Real - Avenida de Manuel Saavedra Martínez Subtramo: Avenida de Manuel Saavedra Martinez - Puente de la Universidad                                                    | 3,1 0,5 0,5 | 2003 2004      |
| BA-20        | Puente de la Universidad | 0,7         | 1958           |
| BA-20        | Puente de la Universidad - Avenida de Ricardo Carapeto Zambrano Tramo: Puente de la Universidad - EX-107 Tramo: EX-107 - Avenida de Ricardo Carapeto Zambrano Remodelación: Puente de la Universidad - Avenida de Ricardo Carapeto Zambrano | 1 3,1 4,1   | 1961 1965 1974 |
| BA-20        | Acceso Este a Badajoz Avenida de Ricardo Carapeto Zambrano - Enlace A-5 | 3,2         | 2006           |